# Nuestro Señor
Nuestro Señor es un tratamiento que, en el cristianismo, se refiere a Jesucristo (en latín Domini nostri o Dominus noster). En historiografía del arte, este tema se suele referir con conceptos como Pantocrátor (el que todo lo gobierna) o como Cristo Rey.
Tanto Nuestro Señor como su femenino, Nuestra Señora, son expresiones que se utilizaban, en el Antiguo Régimen, como tratamiento de reinas y reyes: La reina, nuestra señora... El rey, nuestro señor. Su uso deriva de la titulación del emperador romano como Dominus (Dominus noster), a partir del siglo III (Dominado).